# 魏收
| 中國二十四史 | 中國二十四史   | 中國二十四史 | 中國二十四史 | 中國二十四史 |
| 次序         | 書名           | 作者         | 作者         |              |
| 次序         | 書名           | 姓名         | 時代         |              |
| ------------ | -------------- | ------------ | ------------ | ------------ |
| 1            | 史记           | 司馬遷       | 西漢         |              |
| 2            | 汉书           | 班固         | 東漢         |              |
| 3            | 后汉书         | 范曄         | 劉宋         |              |
| 4            | 三國志         | 陈寿         | 西晋         |              |
| 5            | 晋书           | 房玄龄等     | 唐           |              |
| 6            | 宋书           | 沈约         | 蕭梁         |              |
| 7            | 南齐书         | 萧子显       | 蕭梁         |              |
| 8            | 梁书           | 姚思廉       | 唐           |              |
| 9            | 陈书           | 姚思廉       | 唐           |              |
| 10           | 魏书           | 魏收         | 北齐         |              |
| 11           | 北齐书         | 李百药       | 唐           |              |
| 12           | 周书           | 令狐德棻等   | 唐           |              |
| 13           | 南史           | 李延寿       | 唐           |              |
| 14           | 北史           | 李延寿       | 唐           |              |
| 15           | 隋书           | 魏徵等       | 唐           |              |
| 16           | 旧唐书         | 刘昫等       | 后晋         |              |
| 17           | 新唐书         | 欧阳修等     | 北宋         |              |
| 18           | 旧五代史       | 薛居正等     | 北宋         |              |
| 19           | 新五代史       | 欧阳修       | 北宋         |              |
| 20           | 宋史           | 脱脱等       | 元           |              |
| 21           | 辽史           | 脱脱等       | 元           |              |
| 22           | 金史           | 脱脱等       | 元           |              |
| 23           | 元史           | 宋濂等       | 明           |              |
| 24           | 明史           | 张廷玉等     | 清           |              |
| 相關         | 東觀漢記       | 劉珍等       | 東漢         |              |
| 相關         | 新元史         | 柯劭忞       | 民國         |              |
| 相關         | 清史稿         | 趙爾巽等     | 民國         |              |
| 相關         | 點校本二十四史 | 顧頡剛等     | 共和國       |              |

魏收（507年—572年），字伯起，小字佛助，巨鹿郡下曲阳县（今河北省晋州市）人，北齐史学家、文学家，二十四史魏書作者。

## 生平
北魏骠骑大将军魏子建之子。初以父功，仟北魏太学博士。与温子升、邢子才，人称“北地三才”，历官散骑侍郎等，编修国史。入北齐，除中书令，兼著作郎，官至尚书右仆射，位特进。但昔在洛京，生性輕薄，人稱“驚蛺蝶”。魏收曾把自己的文集托南朝使臣徐陵帶往南朝宣傳，好「傳之江左」，結果過江時，徐就把其文集丟到江中，說：「吾為魏公藏拙」。东魏时任中书侍郎，转秘书监。后北齐，官至尚书右仆射。
齐文宣帝天保二年（551年），以中書侍郎的身份奉命著《魏书》。按照《北齐书》的记载，魏收曾口出狂言：「何物小子，敢共魏收作色，舉之則使上天，按之則使入地。」。然而，《北齐书》的《魏收传》早已遗失，今本实为补传，据唐长孺考证，大部分记载来自于《北史》。而《北史》作者的曾祖父李晓在北齐初年仕途不顺，虽然在地方上政绩斐然，却一生未能成为朝官，其是否嫉妒在朝得志受到北齐皇帝重用的魏收不得而知，此处“狂言”的记载因此也有可能是官场竞争对手对魏收的抹黑。因作者準確記載部分權貴家族的不光彩事跡，《魏书》出世，被污衊為「穢史」，被迫两次修订，方成。事實上，魏收在《魏書》裏確實展現了一定的敘事技巧，很多複雜事件能寫得層次井然，有聲有色。周一良及孫同勛也為之辯駁。齐武成帝时，任开府、中书监。后齐亡，有为人「盜發其塚，棄骨於外」的记载。
北齐天保七年（556年），文宣帝高洋命樊逊和冀州秀才高乾和、瀛州秀才馬敬德、許散愁、韓同寶、洛州秀才傅懷德、懷州秀才古道子、廣平郡孝廉李漢子、渤海郡孝廉鮑長暄、陽平郡孝廉景孫、前梁州府主簿王九元、前開府水曹參軍周子深，借邢子才、魏收等人的家藏古籍，刊定《五经》诸史。

## 家庭

### 祖父母
- 魏悦，北魏济阴郡太守
- 赵郡李氏，北魏使持节、散骑常侍、平西将军、秦州刺史、宣城文昭公李孝伯之女

### 父母
- 魏子建，北魏左光禄大夫、散骑常侍、骠骑大将军
- 博陵崔氏，北魏昭武将军、光州刺史、定州大中正、泰昌景子崔挺之女[5][6][7]

### 兄弟姐妹
- 魏氏，嫁北魏员外散骑侍郎、太尉录事参军李昞
- 魏仲同

### 夫人
- 博陵崔氏，北魏征虏将军、赵郡太守崔孝暐之女，崔挺孙女[8][9][10][11]
- 彭城丛亭里刘氏，北魏侍中、太常卿刘芳孙女[10][11]，东魏镇南将军、金紫光禄大夫刘戫之女，北齐散骑常侍刘逖姐姐[12]
- 清河崔氏，北齐中书舍人、乐陵男崔肇师之女[10][11]

### 子女
- 魏仁表，魏收弟弟的儿子，过继给魏收，北齐尚书膳部郎中、隋朝温县县令
- 魏氏，嫁北齐太师府参军事李伯卿，生李师上

## 延伸阅读
[在维基数据编辑]
 在维基文库阅读此作者作品
 《北齊書/卷37》，出自李百药《北齊書》
 《北史/卷056》，出自李延壽《北史》